# Episodi di F Is for Family (terza stagione)
La terza stagione della serie animata F Is for Family, composta da 10 episodi, è stata interamente pubblicata su Netflix il 30 novembre 2018, in tutti i paesi in cui il servizio è disponibile.
| nº | Titolo originale              | Titolo italiano                 | Pubblicazione    |
| -- | ----------------------------- | ------------------------------- | ---------------- |
| 1  | Are You Ready for the Summer? | Siete pronti per l'estate?      | 30 novembre 2018 |
| 2  | Paul Lynde to Block           | Paul Lynde lo blocca            | 30 novembre 2018 |
| 3  | The Stinger                   | L'erezione                      | 30 novembre 2018 |
| 4  | Mr. Murphy's Wild Ride        | Il folle volo del signor Murphy | 30 novembre 2018 |
| 5  | Battle of the Sexes           | La battaglia dei sessi          | 30 novembre 2018 |
| 6  | Punch Drunk                   | Il punch patriottico            | 30 novembre 2018 |
| 7  | Summer Vacation               | Vacanza estiva                  | 30 novembre 2018 |
| 8  | It's in His Blood             | Nel suo sangue                  | 30 novembre 2018 |
| 9  | Frank the Father              | Frank il padre                  | 30 novembre 2018 |
| 10 | Bill Murphy's Night Off       | La pazza notte di Bill Murphy   | 30 novembre 2018 |

## Siete pronti per l'estate?
- Titolo originale: Are You Ready for the Summer?
- Diretto da: Olivier Schramm
- Scritto da: Eric Goldberg e Peter Tibbals

### Trama
Con l'estate alle porte e Sue in attesa del loro quarto figlio, Frank è completamente coinvolto dalla parata cittadina per il Memorial Day, dove si troverà faccia a faccia con tutti i reali problemi che affliggono la sua famiglia.

## Paul Lynde lo blocca
- Titolo originale: Paul Lynde to Block
- Diretto da: Sylvain Lavoie
- Scritto da: David Richardson

### Trama
Frank fa amicizia con Chet Stevenson, il suo nuovo vicino di casa, sposato con Nguyen-Nguyen, una donna vietnamita, sopravvissuta alla distruzione del suo villaggio durante la guerra. Frank decide perciò di andare con i due nuovi vicini e la sua famiglia al drive-in, nonostante Sue volesse trascorrere la serata da sola con il marito.

## L'erezione
- Titolo originale: The Stinger
- Diretto da: Olivier Schramm
- Scritto da: Marc Wilmore

### Trama
Sue, a causa del forcucchiello di sua nuova invenzione, crea numerosi problemi alle sue vicine e amiche. Kevin intanto frequenta il corso estivo di matematica, mentre Bill si ritrova coinvolto in un imbarazzante incidente in piscina.

## Il folle volo del signor Murphy
- Titolo originale: Mr. Murphy's Wild Ride
- Diretto da: Sylvain Lavoie
- Scritto da: Michael Price

### Trama
Frank, Chet, Vic e il resto dei vicini iniziano a lavorare alla costruzione della camera per il nuovo bambino, mentre Bill rischia di perdere il suo migliore amico, a causa della sua relazione con Bridget.

## La battaglia dei sessi
- Titolo originale: Battle of the Sexes
- Diretto da: Olivier Schramm
- Scritto da: Emily Towers

### Trama
Mentre Sue continua a terrorizzare le sue amiche con il forcucchiello, Frank è spaventato dal fatto che Chet voglia rubargli l'amico Vic. Bill e Bridget escono di casa col buio, di nascosto, per il loro primo appuntamento.

## Il punch patriottico
- Titolo originale: Punch Drunk
- Diretto da: Sylvain Lavoie
- Scritto da: Joe Heslinga

### Trama
Sue scopre che Chet abusa della moglie Nguyen-Nguyen e, durante il barbecue del giorno dell'Indipendenza, cerca di avvisare Frank, incapace di crederle, per il fatto che consideri Chet un suo vero amico.

## Vacanza estiva
- Titolo originale: Summer Vacation
- Diretto da: Olivier Schramm
- Scritto da: Valeri Vaughn

### Trama
I Murphy trascorrono una disastrosa vacanza al lago, dove vengono a far loro visita i genitori di Sue e dove Kevin si ritrova faccia a faccia con il passato e un grave incidente della sua infanzia.

## Nel suo sangue
- Titolo originale: It's in His Blood
- Diretto da: Sylvain Lavoie
- Scritto da: Henry Gammill

### Trama
Frank scopre il lato nascosto di Chet, dopo che quest'ultimo lo denuncia alle autorità, per la costruzione abusiva della nuova camera del futuro nascituro.

## Frank il padre
- Titolo originale: Frank the Father
- Diretto da: Olivier Schramm
- Scritto da: Bill Burr

### Trama
Frank prova un nuovo approccio genitoriale con Kevin, dopo averlo tirato fuori di prigione. Nel mentre Maureen tenta di vincere un game show televisivo e Bill prende una decisione che gli cambierà la vita.

## La pazza notte di Bill Murphy
- Titolo originale: Bill Murphy's Night Off
- Diretto da: Sylvain Lavoie
- Scritto da: Michael Price

### Trama
Bill scappa di casa con Bridget, ma quest'ultima lo abbandona subito, lasciandolo solo in treno. Toccherà alla famiglia Murphy e a tutti i loro vicini di casa e amici cercare di trovarlo e salvarlo, collaborando e mettendo da parte tutte le loro incomprensioni.